# 複偶数
複偶数（、英: doubly even number）または全偶数（）とは、2で割った数が偶数となる数である。4の倍数。複偶数でない偶数を単偶数（または半偶数）と呼ぶ。

## 性質
十進法や二進法において下1桁で偶数か奇数かを判別できるのと同様に、底が2の倍数である位取り記数法において底の2乗は必ず4の倍数となるため、下2桁の数（底の2乗を法とする余り）からその数が複偶数であるか単偶数であるかを判別できる。特に底が4の倍数なら下1桁を見るだけで複偶数か判別できる。